# Sharonov (cràter)

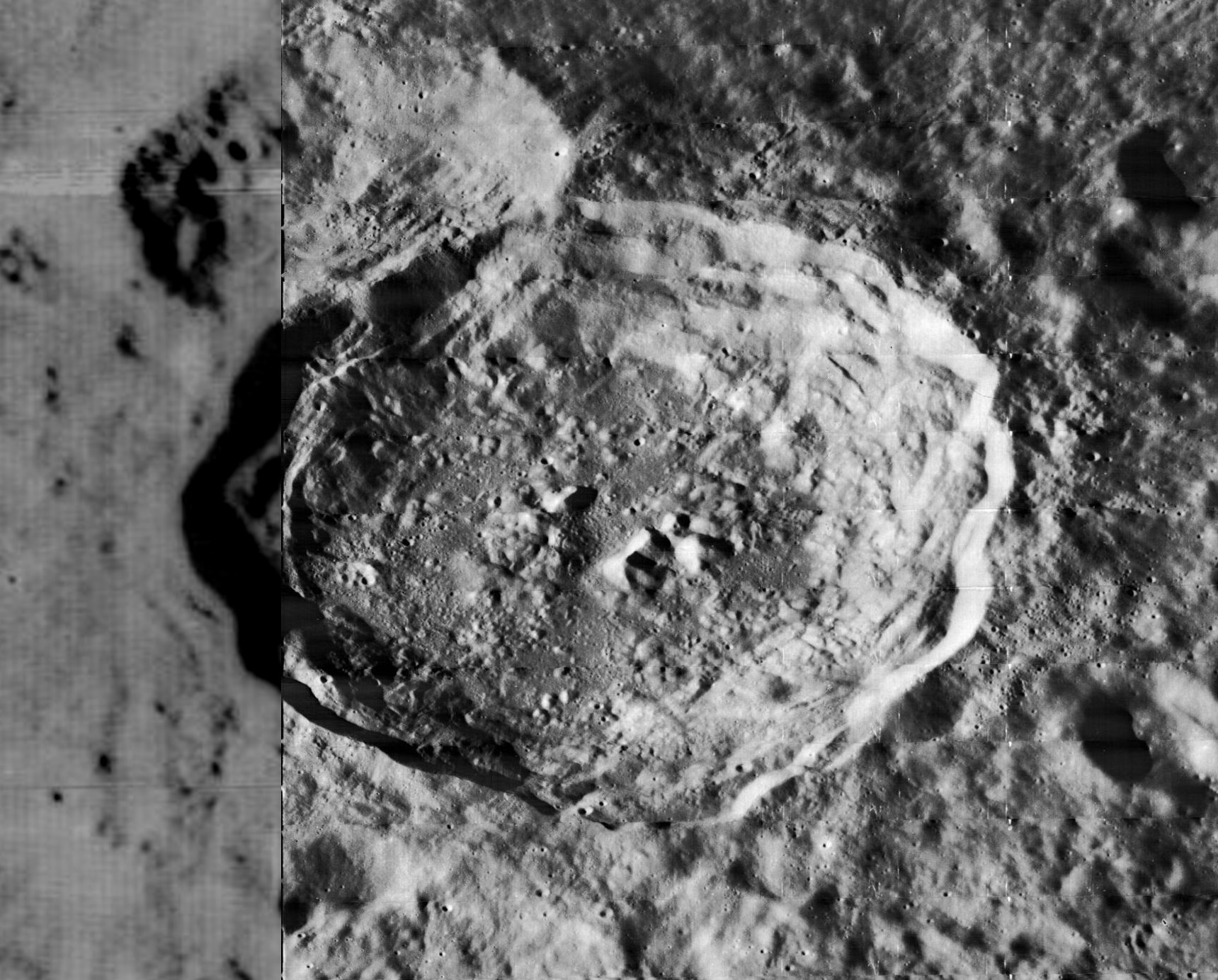
Imatge de la missió Lunar Orbiter 2 (mosaic d'imatges en alta i baixa resolució)

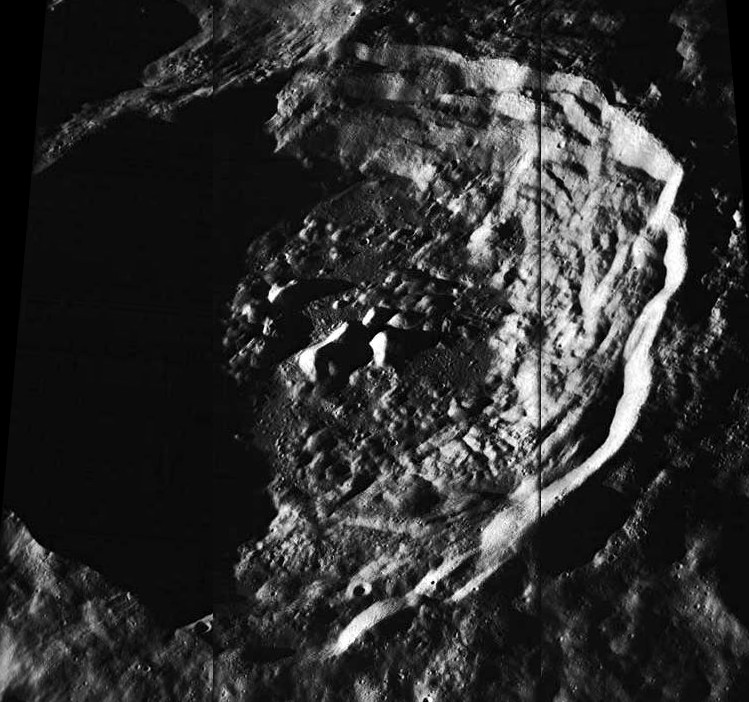
Mosaic d'imatges preses des de l'Apol·lo 16

Sharonov és un cràter d'impacte pertanyent a la cara oculta de la Lluna. Es troba al sud-est del cràter Anderson, i al sud-oest de Virtanen, cobert per un sistema de marques radials. Al sud-sud-est de Sharonov es troba Valier.

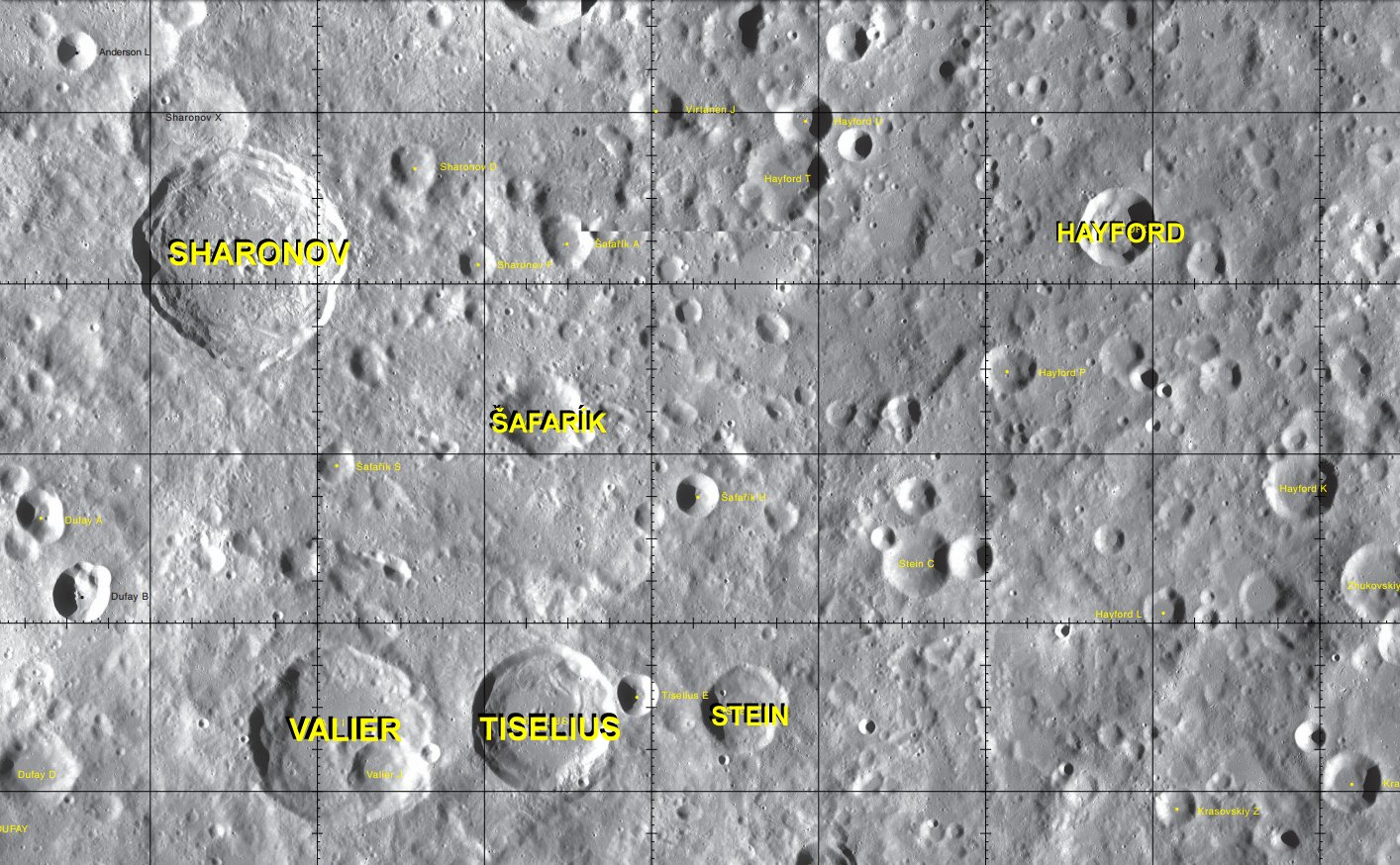
Localització de Sharonov (quadrant superior esquerre de la imatge). Fotografia de la missió Lunar Reconnaissance Orbiter

Aquest cràter és aproximadament circular, amb una lleugera protuberància cap a l'exterior en el bord sud. El contorn de la vora està ben definit i no ha estat degradat significativament per l'efecte de l'erosió d'altres impactes. Sharonov se superposa parcialment el cràter més petit Sharonov X en el seu costat nord-oest, que al seu torn es connecta amb la vora exterior sud-oriental del cràter Anderson. Les seves parets interiors mostren alguns terraplenats, especialment en la meitat nord. L'interior no està marcat per cap impacte significatiu, presentant algunes crestes prop del punt central.
Sharonov pot pertànyer al Període Eratostenià o al Període Ímbric Superior.
El cràter es troba dins de la Conca Freundlich-Sharonov.

## Cràters satèl·lit
Per convenció aquests elements són identificats en els mapes lunars posant la lletra en el costat del punt central del cràter que està més proper a Sharonov.
|          | \| Sharonov \| Coordenades \| Diàmetre \| \| -------- \| -------------------------------------- \| -------- \| \| D \| 13° 30′ N, 175° 24′ E / 13.5°N,175.4°E \| 17 km \| \| F \| 12° 18′ N, 176° 12′ E / 12.3°N,176.2°E \| 14 km \| \| X \| 14° 06′ N, 172° 42′ E / 14.1°N,172.7°E \| 36 km \| |          |
| Sharonov | Coordenades | Diàmetre |
| D        | 13° 30′ N, 175° 24′ E / 13.5°N,175.4°E | 17 km    |
| F        | 12° 18′ N, 176° 12′ E / 12.3°N,176.2°E | 14 km    |
| X        | 14° 06′ N, 172° 42′ E / 14.1°N,172.7°E | 36 km    |